# Branko Lenart
Branko Lenart (* 1948 in Ptuj, Slowenien) ist ein österreichischer Künstler und Fotograf.

## Leben und Werk
Lenart wurde 1948 in Ptuj, Slowenien, geboren. Im Jahr 1954 emigrierte er nach Graz, Österreich. Er war ab 1968 Mitglied des avantgardistischen Kunstvereins Forum Stadtpark in Graz und absolvierte von 1972 bis 1978 sein Lehramtsstudium in Graz. Er hatte Studienaufenthalte in La Rochelle, Arles, Oxford, Rom, Paris, London, den USA und Israel. 1975 eröffnete er (mit M. Willmann) die Fotogalerie KLO in Graz. 1980 war er Artist-in-Residence an den Apeiron Workshops in Millerton, NY. Von 1979 bis 2007 unterrichtete er an der Kunst- und Designschule Graz-Ortwein (Fachsparte Audiovisuelle Medien) in Graz. Von 1996 bis 2003 war er Dozent für Fotografie an der FH Joanneum (Studiengang Industrial Design) in Graz. Seit 2013 verfasst er autobiografische Textcollagen und Reiseberichte.
Lenart lebt und arbeitet in Graz, Österreich, und Piran, Slowenien.

## Projekte
Lenart war an verschiedenen Kunstprojekten beteiligt, darunter „Millerton Project“ (1980), „Jerusalem.Zion.Al-Quds“ (1996), „Inge Morath’s Last Journey“ (2001) und „Genius loci“ (2005).

## Ausstellungen

### Einzelausstellungen
Lenarts Werke wurden in zahlreichen Einzelausstellungen weltweit gezeigt. Dazu gehören Ausstellungen wie „BIG SUR REAL“ (2023, Graz, Galerie Reinisch Contemporary), „Hand:Work“ (2011, Madrid, Galeria Inés Barrenechea; und: Graz, Museum der Wahrnehmung), „Photo:Concept 1965–2005“ (2005, Mougins, Musée de la Photographie André Villers), „Selfportraits“ (1976, London, The Photographers’ Gallery), und viele weitere.

### Gruppenausstellungen
Seine Werke wurden auch in verschiedenen Gruppenausstellungen gezeigt, darunter „Paris Photo“ (2022, Photon Gallery), „Artista + Artista“ (2022, Gradisca d’Isonzo, Galleria d’arte contemporanea), „Photo Basel“ (2019, Photon Gallery), „Österreichische Fotografie 1970–2000“ (2018, Wien, Albertina), und viele mehr.

## Sammlungen
Lenarts Arbeiten sind in renommierten Sammlungen wie der Albertina in Wien, der Bibliothèque Nationale in Paris, in der Fundació Joan Miró in Barcelona, dem Musée Réattu in Arles, dem Museum der Moderne in Salzburg, und anderen mehr.

## Monografien
Er hat mehrere Monografien veröffentlicht, darunter „BIG SUR REAL“ (2023), „Only YU“ (2020), „Hand:Work“ (2018), „Krkavče Istria.Terra“ (2012), „Kaddisch“ (1998) und „Wahr genommen“ (1991).

## Auszeichnungen
Er erhielt den Förderungspreis der Stadt Graz (1993), Ankaufspreis beim Landeskunstpreis für Bildende Kunst Steiermark (1990), Rupertinum-Preis (1988), Photokina-Obelisk für Österreich (1968).